# Challengeラヂオ
『Challenge ラヂヲ』（チャレンジラヂヲ）は、2009年4月6日からCROSS FMで放送されているワイド番組である。
本稿では、2017年10月1日から同局で放送されている関連番組『Challenge ラヂヲ Sunday』（ - サンデー）についても記述する。

## 概要
平日版も日曜版も「チャレンジするあなたを全力で応援」をコンセプトとする番組で、共に東邦ハウジングベイサイドプレイス博多スタジオからの生放送。
平日版のナビゲーターはコウズマユウタが、日曜版のナビゲーターはお笑い芸人のカイラと松雪まなみが務めている。テーマ曲は菅野よう子の「Tank!」。
当初は週3日間の番組であったが、木曜の同じ時間帯に放送されていたGroove Trainが2014年3月に終了したのに伴い、その枠を取り込んで週4日間の放送となった。
さらに2017年10月には日曜版の放送も開始したが、前述の通り平日版と日曜版は別番組となっておりナビゲーターも異なる。このためか、日曜版ナビゲーターのカイラは平日版を「本家チャレラジ」と呼ぶことがある。
放送年数は12年とCROSS FMの中では長寿番組の部類に入り、同局の夜の看板番組として親しまれていたが、2021年3月1日の放送において、平日版の同年3月31日での放送終了が発表された。
その後、日曜版も3月14日の放送で番組終了を発表。こちらはOMOLO SUNDAYと番組タイトルを変更する形で存続。ナビゲーター、スタッフ、放送時間枠は継続される。

## 放送時間
いずれも日本標準時。

### Challenge ラヂヲ
- 月曜 - 木曜 21:00 - 23:00 （2020年10月1日 - 2021年3月31日）

過去
- 月曜 - 水曜 21:00 - 23:00 （2009年4月6日 - 2010年4月13日）
- 月曜 - 水曜 20:00 - 23:00 （2010年4月14日 - 2014年3月26日）
- 月曜 - 木曜 20:00 - 23:00 （2014年3月31日 - 2020年9月30日）

### Challenge ラヂヲ Sunday
- 日曜 19:00 - 22:00 （2017年10月1日 - 2021年3月28日）

## ナビゲーター

### Challenge ラヂヲ
- コウズマユウタ
- コウズマ休暇時のピンチヒッター
- 八木徹（週3日放送時は多くのピンチヒッターを担当した。）
- honey（2014年2月）
- MASAKI （2016年1月）
- 桜美奈（2016年1月）
- カイラ
- 穂高すなお
- 坂口カンナ

### Challenge ラヂヲ Sunday
- カイラ（2017年10月1日 - ）
  - 番組開始時はお笑いコンビ・アトムとして相方の島津喜晴と放送。2018年1月から9月までは一人で担当。
- 松雪まなみ（2020年4月5日 - ）

過去
- 島津喜晴（元アトム）（2017年10月1日 - 2017年12月31日）
  - 芸人引退により2017年12月31日をもって降板。
- 穂高すなお（2018年10月7日 - 2020年3月29日）